# Saccharodite rubirostrata
Saccharodite rubirostrata är en insektsart som beskrevs av Bernhard Zelazny 1981. Saccharodite rubirostrata ingår i släktet Saccharodite och familjen Derbidae. Inga underarter finns listade i Catalogue of Life.